# Francesco Corbetta
Francesco Corbetta (c. 1615; Pavía, Italia - 1681; París, Francia) en francés Francisque Corbette) fue un guitarrista virtuoso, maestro y compositor italiano. Trabajó en la corte real de Luis XIV en París emigrando después a Londres. Es considerado como uno de los más grandes virtuosos de la guitarra barroca.
Corbetta publicó cinco libros aún existentes de música para la guitarra de cinco órdenes. Su primer libro incluía gran parte de la música rasgueada para bailar, mientras que los posteriores exhibieron una gran maestría acerca de la combinación de las texturas entre rasgueos y pulsación. Las primeras composiciones de Corbetta seguían la tradición italiana, pero sus dos últimas publicaciones estaban asentadas en el estilo francés. Estas publicaciones también incluían información acerca del bajo continuo tocado en la guitarra.
Corbetta fue muy influyente como maestro. Sus estudiantes incluían a exitosos guitarristas como Robert de Visée, Giovanni Battista Granata, y Remy Médard, así como también a la Reina Ana de Gran Bretaña, y el Rey Luis XIV de Francia.

## Publicaciones
- Scherzi Armonici (Bolonia, 1639)
- Varii Capriccii per la Chitarra Spagnola (Milán, 1643)
- Varii Scherzi di Sonate per la Chitara Spagnola, Libro Quarto (Bruselas, 1648)
- La Guitarre Royalle, dediée au Roy de la Grande Bretagne (París, 1671)
- La Guitarre Royalle (1674)